# Marguerite d'Écosse (sainte)
Pour les articles homonymes, voir Marguerite d'Écosse et Sainte Marguerite.
Titre
Reine d'Écosse
1069-1070 – 1093
Marguerite d'Écosse (née vers 1046 et morte le 16 novembre 1093) est une princesse anglo-saxonne de la maison de Wessex qui devient reine d'Écosse en épousant le roi Malcolm III vers 1069-1070, après la conquête normande de l'Angleterre. Elle lui donne huit enfants, dont trois futurs rois d'Écosse. Ayant fait preuve d'une grande piété tout au long de sa vie, elle est canonisée en 1250. C'est la sainte patronne de l'Écosse, et bon nombre d'églises et autres établissements publics lui sont dédiés dans la région et ailleurs.

## Sources
La principale source littéraire concernant Marguerite est une hagiographie rédigée après sa mort par son chapelain Turgot, devenu prieur à Durham. Rédigée vers 1100-1106 à la demande de sa fille, la reine Mathilde d'Angleterre, elle lui attribue plusieurs miracles, et il est difficile pour les historiens d'y démêler le vrai du faux.

## Biographie
En 1016, la mort du roi anglais Edmond Côte-de-Fer permet au Danois Knut le Grand de prendre le contrôle de toute l'Angleterre. Les deux jeunes fils d'Edmond, Édouard et Edmond, sont envoyés sur le continent (ou exilés par Knut). Ils finissent en Hongrie, où est vraisemblablement née Marguerite, la fille d'Édouard et de son épouse Agathe, d'ascendance incertaine.
Ce n'est qu'en 1057 qu'Édouard peut rentrer en Angleterre, mais il meurt peu de temps après, laissant trois enfants : Marguerite, Edgar et Christine. Après la conquête normande de l'Angleterre en 1066, la fratrie se réfugie à la cour du royaume d'Écosse. Quelques années plus tard, en 1069 ou en 1070, Marguerite épouse le roi Malcolm III Canmore à Dunfermline.
D'après l'hagiographie de Turgot, Marguerite mène une vie exemplaire et s'intéresse particulièrement à la liturgie. Elle s'efforce de mettre les pratiques écossaises en conformité avec celles observées dans le reste de la chrétienté, tout en respectant certaines spécificités du pays, comme les ermites Céli Dé. Elle meurt le 16 novembre 1093, trois jours après la mort de son époux et de leur fils aîné Édouard lors d'un raid sur Alnwick, dans le Northumberland ; les deux événements sont peut-être liés. Elle est inhumée auprès de Malcolm en l'abbaye de Dunfermline.

## Culte
Marguerite est canonisée un siècle et demi après sa mort, en 1250, par le pape Innocent IV. En 1673, Clément X la nomme sainte patronne de l'Écosse. Entre-temps, ses restes et ceux de son époux ont été transférés à l'Escurial par le roi d'Espagne Philippe II.

## Descendance
Marguerite et Malcolm ont huit enfants, deux filles et six fils :
- Édouard (tué en 1093) ;
- Edmond (mort après 1097) ;
- Ethelred (mort après 1093), abbé de Dunkeld ;
- Edgar (vers 1074 – 8 ou 15 janvier 1107), roi d'Écosse de 1097 à 1107 ;
- Alexandre Ier (vers 1080 – 23 avril 1124), roi d'Écosse de 1107 à sa mort ;
- Édith ou Mathilde (1080-1118), épouse en 1100 le roi d'Angleterre Henri Ier ;
- Marie (1082-1116), épouse le comte Eustache III de Boulogne ;
- David Ier (vers 1084 – 24 mai 1153), roi d'Écosse de 1124 à sa mort.